# Station Hoofddorp (Schiphollijn)
Het tweede Station Hoofddorp is een spoorwegstation aan de oostrand van Hoofddorp (gemeente Haarlemmermeer) aan de Schiphollijn.
Er is een eerder station Hoofddorp geweest van 1912 tot en met 1935, aan de nu niet meer bestaande Haarlemmermeerspoorlijnen Aalsmeer – Haarlem en Hoofddorp – Leiden.
Op 31 mei 1981 werd het nieuwe station Hoofddorp aan de Schiphollijn geopend, toen nog met alleen een noodgebouw. In 1986 kwam er een eenvoudig stationsgebouw, naar ontwerp van Paul Corbey. 
In de jaren tachtig en negentig was Hoofddorp het vertrekpunt van internationale sneltreinverbindingen naar Duitsland en Denemarken. Bestemmingen waren onder andere Bad Harzburg, Berlijn en Kopenhagen.
Nadat de Schiphollijn in 1996 viersporig is gemaakt, werd in mei 1998 een geheel nieuw station in gebruik genomen. Later zijn twee perronloze sporen langs het station aangelegd ten behoeven van de HSL Zuid.
Beneden, bij het busstation, bevinden zich enkele winkels. Op perron 3/4 staat sinds juni 2012 ook een Kiosk. Het station heeft poortjes voor het OV-chipkaartsysteem.

## Treinen
Omdat er tussen Nieuw-Vennep en Hoofddorp een opstelterrein is, is Hoofddorp het beginpunt van een aantal treinen.
| Serie | Treinsoort    | Route | Bijzonderheden                                                                                     |
| ----- | ------------- | --- | -------------------------------------------------------------------------------------------------- |
| 4100  | Sprinter (NS) | Hoofddorp – Schiphol Airport – Zaandam – Purmerend – Hoorn – Hoorn Kersenboogerd                                                                                      | |
| 4300  | Sprinter (NS) | Den Haag Centraal – Leiden Centraal – Hoofddorp – Schiphol Airport – Amsterdam Zuid – Weesp – Almere Centrum – Almere Buiten – Almere Oostvaarders – Lelystad Centrum | |
| 5700  | Sprinter (NS) | Utrecht Centraal – Hilversum – Weesp – Amsterdam Zuid – Schiphol Airport – Hoofddorp – Leiden Centraal                                                                | Rijdt niet na 20:00 uur. Rijdt vrijdag en in het weekend niet tussen Hoofddorp en Leiden Centraal. |
| 8100  | Sprinter (NS) | Hoofddorp – Schiphol Airport – Amsterdam Sloterdijk – Amsterdam Centraal                                                                                              | Rijdt onder de formule Airport Sprinter.                                                           |
| 8200  | Sprinter (NS) | Hoofddorp – Schiphol Airport – Amsterdam Sloterdijk – Amsterdam Centraal                                                                                              | Rijdt onder de formule Airport Sprinter.                                                           |
| 8300  | Sprinter (NS) | Hoofddorp – Schiphol Airport – Amsterdam Sloterdijk – Amsterdam Centraal                                                                                              | Rijdt onder de formule Airport Sprinter. Rijdt niet na 21:00 uur.                                  |
| 8400  | Sprinter (NS) | Hoofddorp – Schiphol Airport – Amsterdam Sloterdijk – Amsterdam Centraal                                                                                              | Rijdt onder de formule Airport Sprinter. Rijdt niet na 21:00 uur.                                  |

## Bus
Onder het station bevindt zich een busstation met verschillende stads-, streek- en R-netbussen van Connexxion. Naast het station, op dezelfde hoogte als de perrons, ligt een halte van de R-netlijnen 300/N30 en 397/N97. De R-netlijnen 340 en 341 stoppen daarentegen op het busstation.
Met ingang van 15 december 2024 stoppen de volgende buslijnen bij station Hoofddorp:
| Lijn                            | Route | Opmerkingen                                   |
| ------------------------------- | --- | --------------------------------------------- |
| Ontsluitend busnet (Connexxion) | |                                               |
| 160 (stad)                      | Station Hoofddorp - Arnolduspark - Centrum |                                               |
| 161 (streek)                    | Station Hoofddorp - Centrum - Pax - Noord - Lijnden - Boesingheliede - Zwanenburg - Station Halfweg-Zwanenburg - Zwanenburg Kinheim                                                                                              |                                               |
| 162 (streek)                    | Station Hoofddorp - Centrum - Graan voor Visch - Nieuw-Vennep Welgelegen - Linquenda - Station Nieuw Vennep - Lisserbroek - Lisse Centrum                                                                                        |                                               |
| 163 (streek)                    | Station Hoofddorp - Rijsenhout Kleine Poellaan |                                               |
| 169 (stad)                      | Station Hoofddorp - Centrum - Graan voor Visch - Toolenburg - Overbos - Spaarne Gasthuis |                                               |
| 401 (buurt)                     | Station Hoofddorp - Centrum - Houtwijkerveld - Spaarne Gasthuis - Boseilanden - Zwaanshoek - Bennebroek Anemonenplein |                                               |
| R-net (Connexxion)              | |                                               |
| 300                             | (IJmuiden - Haarlem-Noord -) Haarlem - Vijfhuizen - Spaarne Gasthuis - Bornholm - Station Hoofddorp - Schiphol - Amstelveen - Ouderkerk aan de Amstel - Station Amsterdam Bijlmer ArenA                                          | 's Nachts als N30 van/naar IJmuiden           |
| N30                             | (IJmuiden - Haarlem-Noord -) Haarlem - Vijfhuizen - Spaarne Gasthuis - Bornholm - Station Hoofddorp - Schiphol - Amstelveen - Ouderkerk aan de Amstel - Station Amsterdam Bijlmer ArenA                                          | 's Nachts als N30 van/naar IJmuiden           |
| 340                             | Haarlem - Heemstede - Cruquius - Spaarne Gasthuis - Geniedijk - Centrum - Station Hoofddorp - Schiphol Logistics Park - Aalsmeer - Uithoorn                                                                                      |                                               |
| 341                             | Spaarne Gasthuis - Floriande - Toolenburg-West - Pax - Centrum - Station Hoofddorp - Schiphol |                                               |
| 343                             | Station Hoofddorp - Sportcomplex Koning Willem-Alexander |                                               |
| 397                             | Nieuw-Vennep Getsewoud - Toolenburg-Zuid - Graan voor Visch - Station Hoofddorp - Schiphol - Amsterdam Amstelveenseweg (metro) - Olympisch Stadion - Museumplein - Leidseplein - Elandsgracht bus station (- Amsterdam Centraal) | 's Nachts als N97 van/naar Amsterdam Centraal |
| N97                             | Nieuw-Vennep Getsewoud - Toolenburg-Zuid - Graan voor Visch - Station Hoofddorp - Schiphol - Amsterdam Amstelveenseweg (metro) - Olympisch Stadion - Museumplein - Leidseplein - Elandsgracht bus station (- Amsterdam Centraal) | 's Nachts als N97 van/naar Amsterdam Centraal |

## Foto's

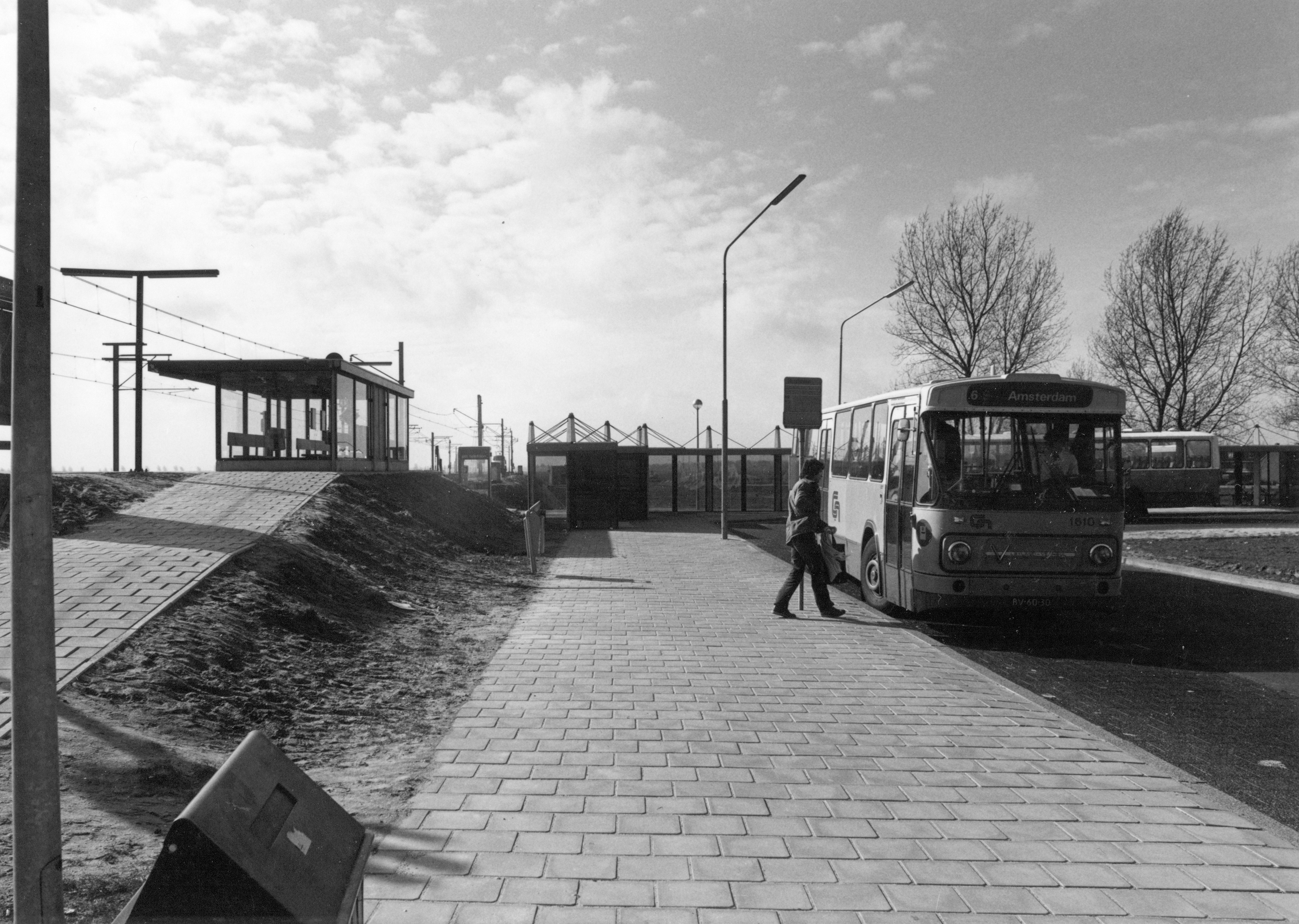
Tweede station Hoofddorp 1982
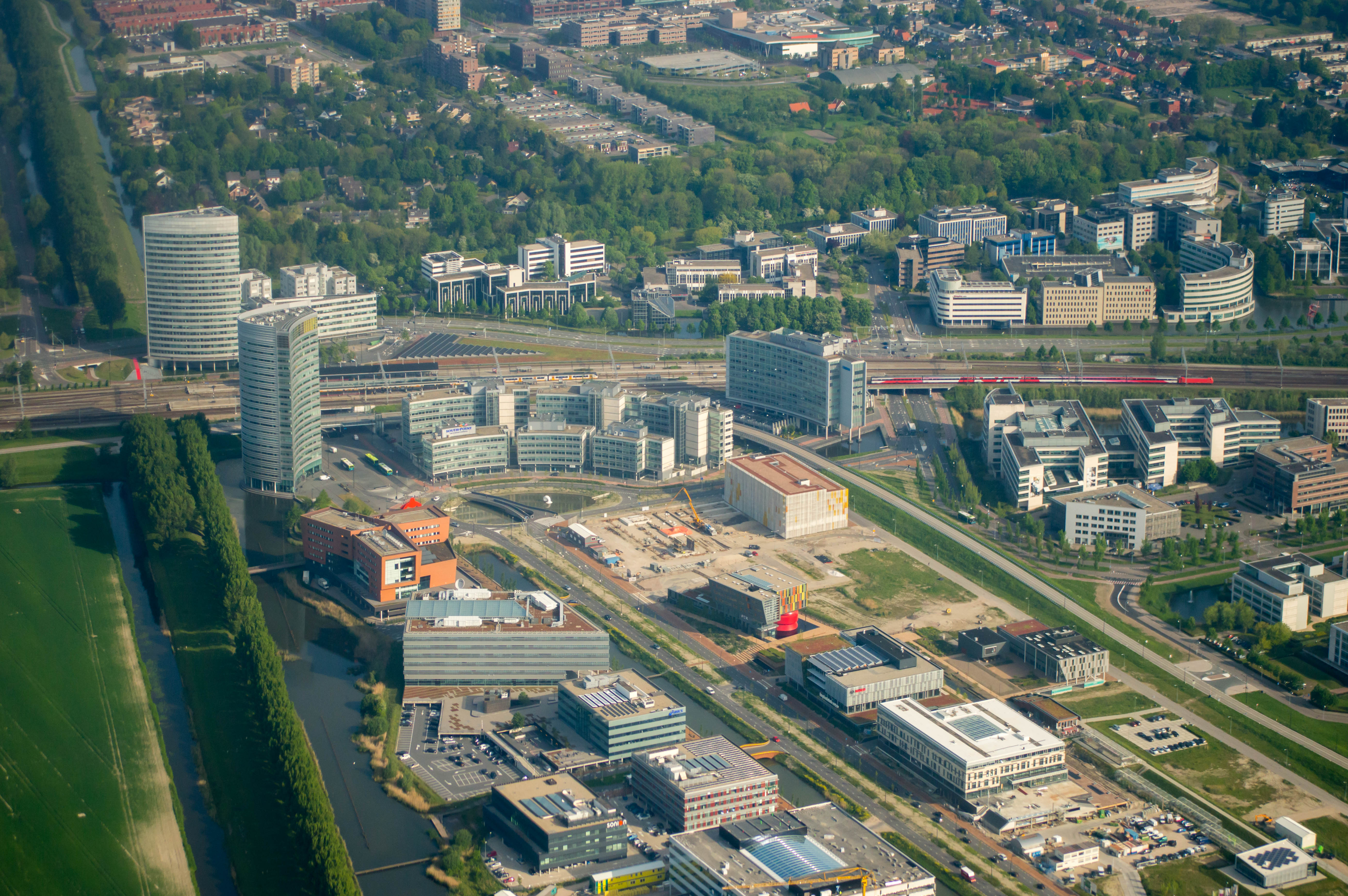
De stationsomgeving vanuit de lucht.
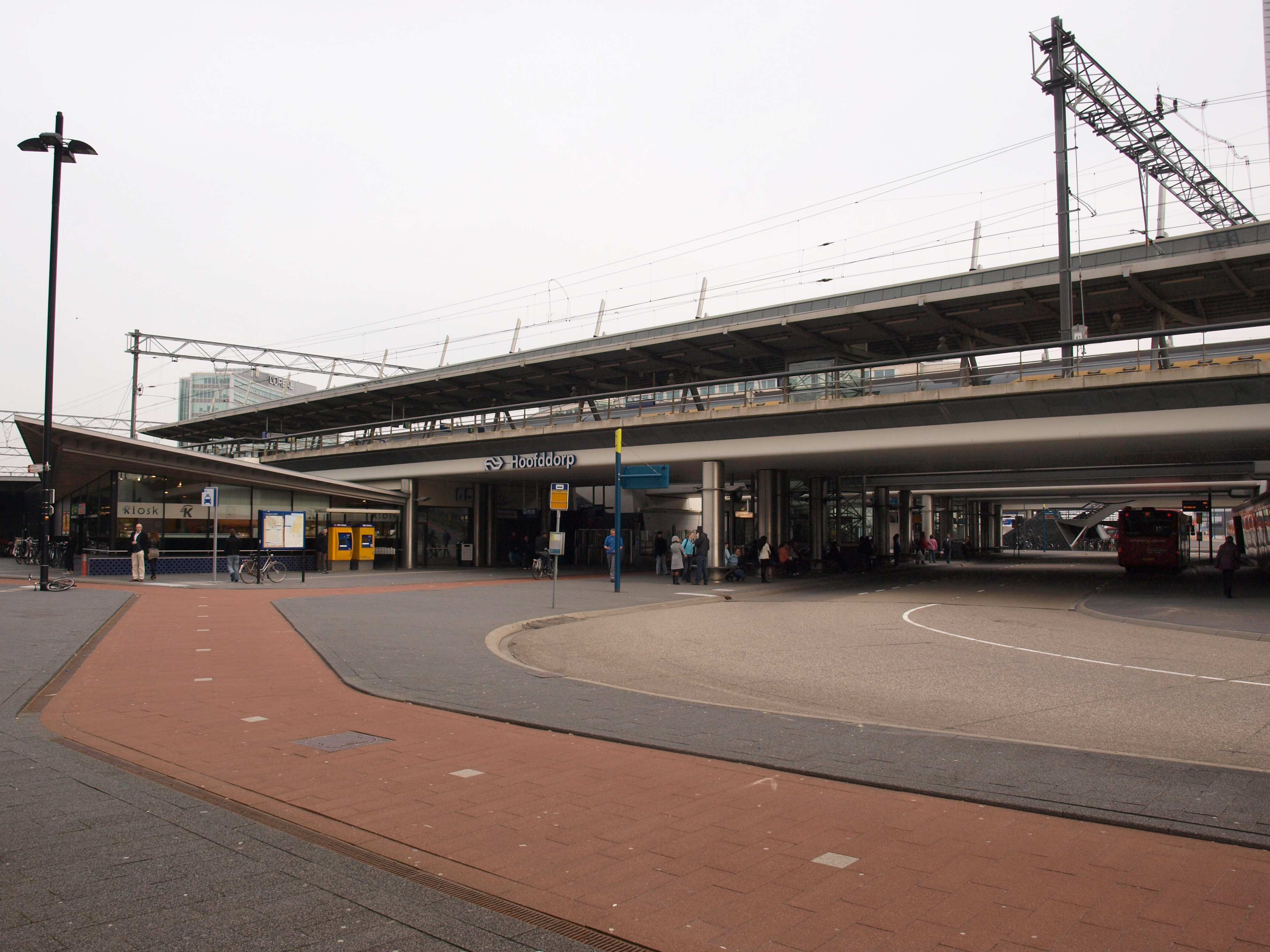
Derde station Hoofddorp
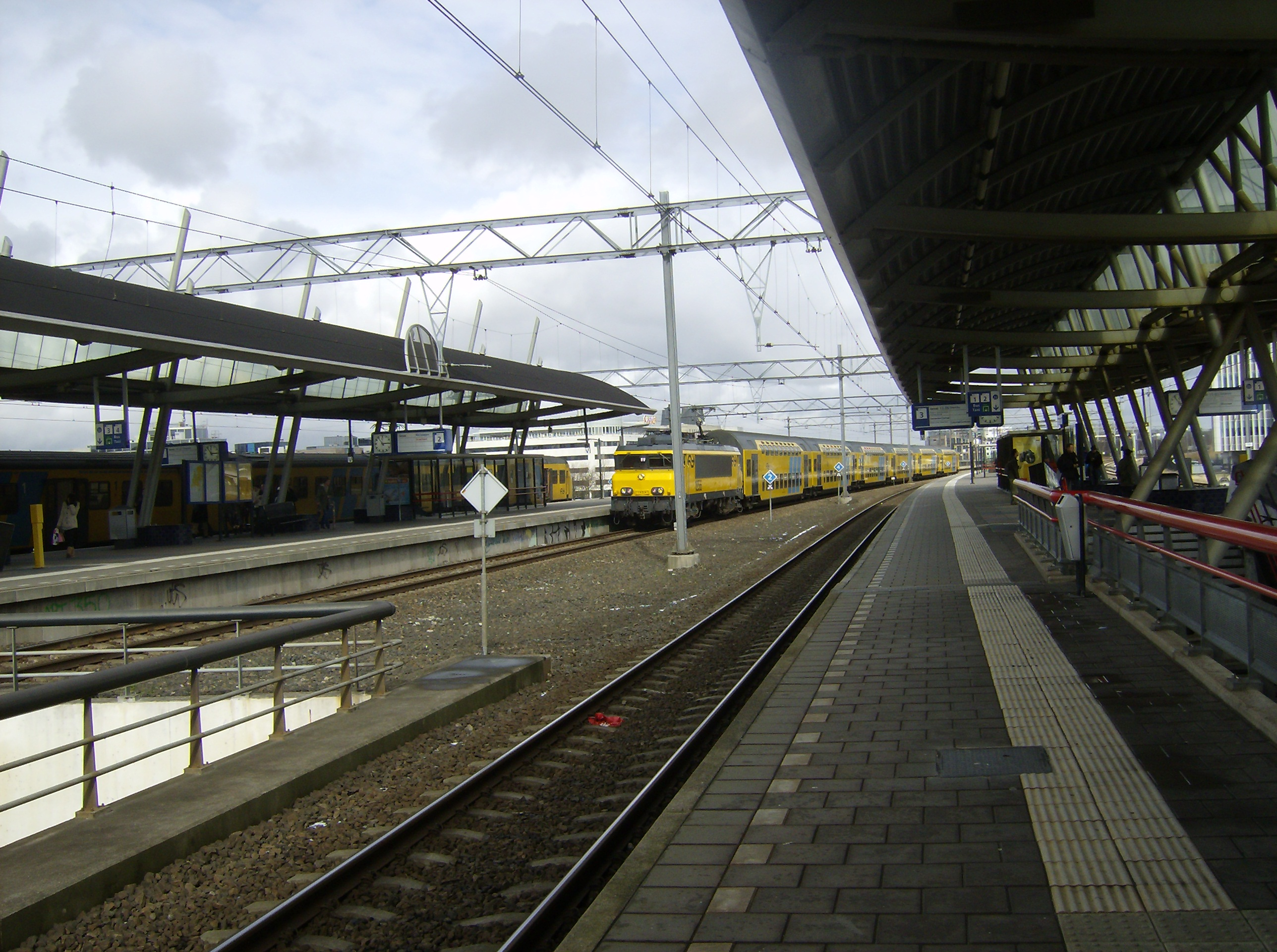
Trein uit Schiphol en Amsterdam met eindpunt Hoofddorp.
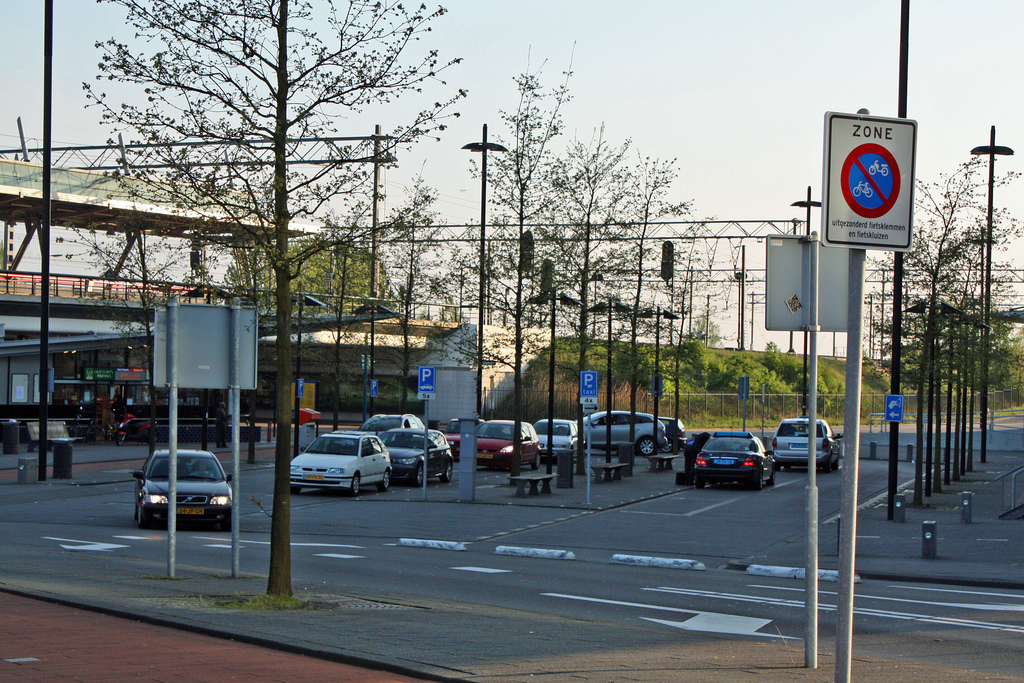
Mercuriusplein.
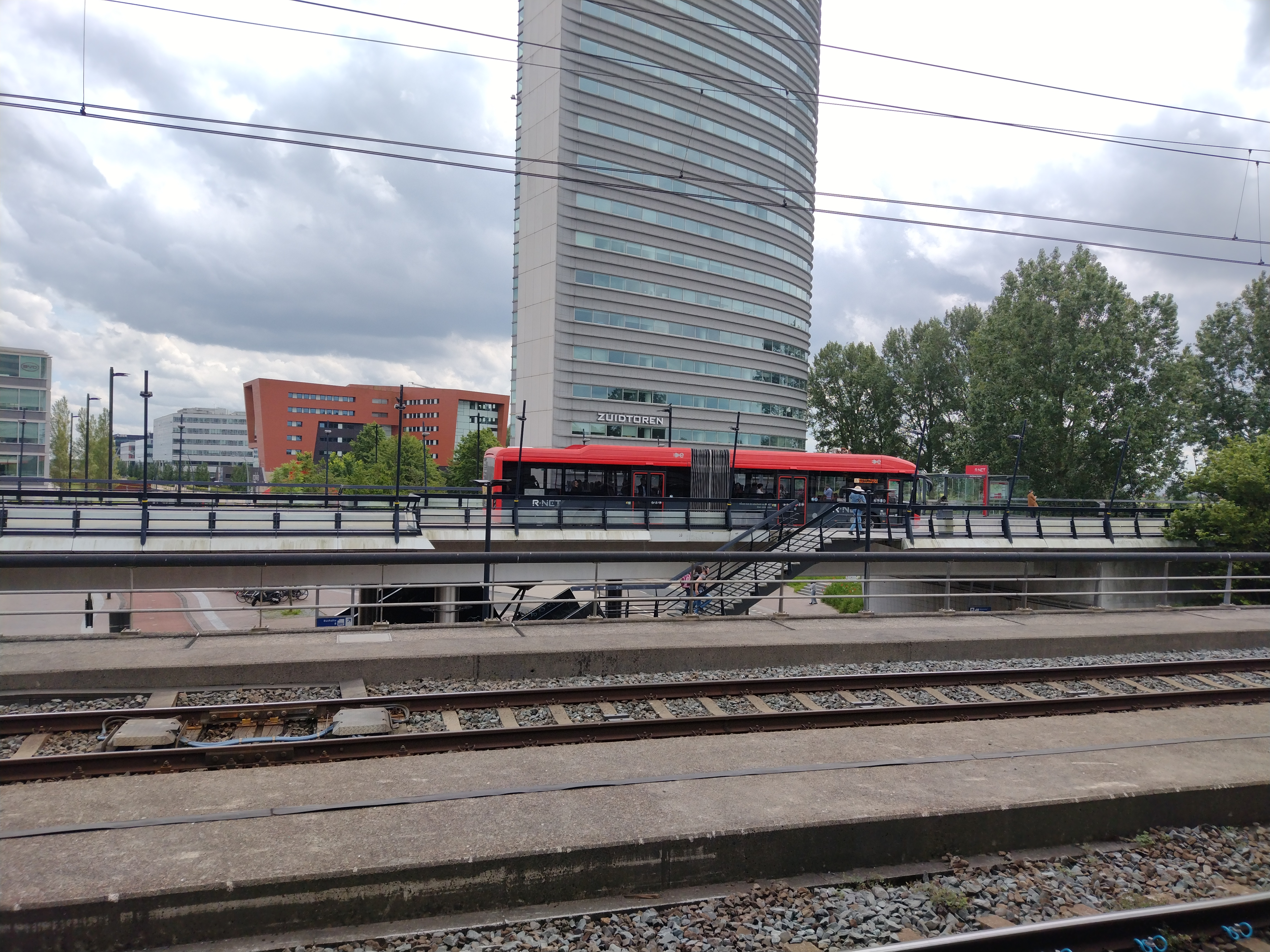
Hooggelegen busstation naast het treinstation.

## Ontwikkeling aantal reizigers
Het aantal door NS vervoerde reizigers (per gemiddelde werkdag) ontwikkelde zich sedert 2019 als volgt:
| Jaar | Aantal reizigers |
| ---- | ---------------- |
| 2019 | 19.716           |
| 2020 | 7.974            |
| 2021 | 7.757            |
| 2022 | 12.473           |
| 2023 | 14.665           |
| 2024 | 14.152           |